# Gosh It's... Bad Manners
Gosh It's... Bad Manners – trzeci album brytyjskiego zespołu ska Bad Manners. Ukazał się na rynku w 1981 roku nakładem Magnet Records. Nagrany został w  Rockfield Studios (Monmouth, Walia). Producentem albumu był Roger Lomas. Album zajął 18 pozycję na brytyjskiej liście przebojów. 

## Spis utworów
1. "Walking In The Sunshine" - 3:29
2. "Dansetta" - 3:19
3. "Can Can" - 2:49 (Jacques Offenbach)
4. "Weeping and Wailing" - 3:42
5. "Casablanca (Rags And Riches)" - 4:53
6. "Don't Be Angry" (Live) (Nappy Brown) - 2:33
7. "Ben E. Wriggle" - 3:50
8. "Runaway" - 3:11
9. "Never Will Change" - 3:06
10. "Only Funkin'" - 3:37
11. "End Of The World" - 3:00
12. "Gherkin" - 4:40

## Single z albumu
- "Can Can" (czerwiec 1981) UK # 3
- "Walking in the Sunshine" (wrzesień 1981) UK # 10

## Muzycy
- Buster Bloodvessel - wokal
- Louis Alphonso - gitara
- David Farren - bas
- Martin Stewart - klawisze
- Brian Tuitt - perkusja, instrumenty perkusyjne
- Chris Kane - saksofon
- Andrew Marson - saksofon
- Paul "Gus" Hyman - trąbka
- Winston Bazoomies - harmonijka ustna